# Ixodes montoyanus
Ixodes montoyanus este o specie de căpușe din genul Ixodes, familia Ixodidae, descrisă de Cooley în anul 1944. Conform Catalogue of Life specia Ixodes montoyanus nu are subspecii cunoscute.